# هيبرونفيل
هيبرونفيل (بالإنجليزية: Hebbronville)‏ هي مدينة أمريكية تقع في ولاية تكساس.تبلغ مساحة هذه المدينة 15.3 (كم²)،ويبلغ عدد سكانها 4558 نسمة حسب إحصاء سنة 2010 م. تشير إحصاءات سنة 2000م بأن الكثافة السكانية في هذه المدينة تقدر بـ(294.8) نسمة/كم2.

## التركيبة السكانية
حدّد مكتب تعداد الولايات المتحدة بيانات التركيبة السكانية لهيبرونفيل في تعداد الولايات المتحدة. في ما يلي، التركيبة السكانية حسب تعدادي 2000 و2010.

### تعداد عام 2000
بلغ عدد سكان هيبرونفيل 4,498 نسمة بحسب تعداد عام 2000، وبلغ عدد الأسر 1,554 أسرة وعدد العائلات 1,166 عائلة مقيمة في المنطقة السكنية. في حين سجلت الكثافة السكانية 277.7 نسمة لكل كيلومتر مربع (719.2/ميل2). وبلغ عدد الوحدات السكنية 1,853 وحدة بمتوسط كثافة قدره 114.4 لكل كيلومتر مربع (296.3/ميل2).
وتوزع التركيب العرقي للمنطقة السكنية بنسبة 81.79% من البيض و0.53% من الأمريكيين الأفارقة و0.89% من الأمريكيين الأصليين و0.18% من الأمريكيين ذوي الأصول الآسيوية و14.81% من الأعراق الأخرى و1.80% من عرقين مختلطين أو أكثر و90.55% من الهسبانيون أو اللاتينيون من أي عرق.
بلغ عدد الأسر 1,554 أسرة كانت نسبة 43.4% منها لديها أطفال تحت سن الثامنة عشر تعيش معهم، وبلغت نسبة الأزواج القاطنين مع بعضهم البعض 54.6% من أصل المجموع الكلي للأسر، ونسبة 15.2% من الأسر كان لديها معيلات من الإناث دون وجود شريك، بينما كانت نسبة 5.2% من الأسر لديها معيلون من الذكور دون وجود شريكة وكانت نسبة 25% من غير العائلات. تألفت نسبة 23.4% من أصل جميع الأسر من عدة أفراد يعيشون في نفس المنزل ونسبة 12.9% كانت تتألف من شخص يعيش بمفرده يبلغ من العمر 65 عاماً أو أكثر. وبلغ متوسط حجم الأسرة المعيشية 2.87، أما متوسط حجم العائلات فبلغ 3.41.
بلغ العمر الوسطي للسكان 34.1 عاماً. وكانت نسبة 31.1% من القاطنين تحت سن الثامنة عشر، وكانت نسبة 8.1% بين الثامنة عشر والرابعة والعشرين عاماً، ونسبة 24.1% كانت واقعةً في الفئة العمرية ما بين الخامسة والعشرين والرابعة والأربعين عاماً، ونسبة 21.1% كانت ما بين الخامسة والأربعين والرابعة والستين، ونسبة 14.7% كانت ضمن فئة الخامسة والستين عاماً فما فوق. يوجد لكل 100 أنثى 96.2 ذكر، ويوجد لكل 100 أنثى في الثامنة عشر من عمرها فما فوق 90.7 ذكر.
بلغ متوسط دخل الأسرة في المنطقة السكنية 24,558 دولارًا، أما متوسط دخل العائلة فبلغ 29,358 دولارًا. وكان متوسط دخل الذكور 27,042 دولارًا مقابل 17,772 دولارًا للإناث. وسجل دخل الفرد الخاص بالمنطقة السكنية 12,271 دولارًا. وكانت نسبة 25.2% من العائلات ونسبة 25.9% من السكان تحت خط الفقر، وكان من هؤلاء نسبة 28.7% تحت سن الثامنة عشر ونسبة 32% في الخامسة والستين من العمر وما فوق.

### تعداد عام 2010
بلغ عدد سكان هيبرونفيل 4,558 نسمة بحسب تعداد عام 2010، وبلغ عدد الأسر 1,625 أسرة وعدد العائلات 1,180 عائلة مقيمة في المنطقة السكنية. في حين سجلت الكثافة السكانية 281.4 نسمة لكل كيلومتر مربع (728.8/ميل2). وبلغ عدد الوحدات السكنية 1,954 وحدة بمتوسط كثافة قدره 120.6 لكل كيلومتر مربع (312.4/ميل2).
وتوزع التركيب العرقي للمنطقة السكنية بنسبة 88.55% من البيض و0.48% من الأمريكيين الأفارقة و0.37% من الأمريكيين الأصليين و0.33% من الأمريكيين ذوي الأصول الآسيوية و8.89% من الأعراق الأخرى و1.38% من عرقين مختلطين أو أكثر و92.83% من الهسبانيون أو اللاتينيون من أي عرق.
بلغ عدد الأسر 1,625 أسرة كانت نسبة 39.4% منها لديها أطفال تحت سن الثامنة عشر تعيش معهم، وبلغت نسبة الأزواج القاطنين مع بعضهم البعض 49.9% من أصل المجموع الكلي للأسر، ونسبة 16.4% من الأسر كان لديها معيلات من الإناث دون وجود شريك، بينما كانت نسبة 6.3% من الأسر لديها معيلون من الذكور دون وجود شريكة وكانت نسبة 27.4% من غير العائلات. تألفت نسبة 25.2% من أصل جميع الأسر من عدة أفراد يعيشون في نفس المنزل ونسبة 11.7% كانت تتألف من شخص يعيش بمفرده يبلغ من العمر 65 عاماً أو أكثر. وبلغ متوسط حجم الأسرة المعيشية 2.80، أما متوسط حجم العائلات فبلغ 3.36.
بلغ العمر الوسطي للسكان 34.9 عاماً. وكانت نسبة 29.4% من القاطنين تحت سن الثامنة عشر، وكانت نسبة 8.2% بين الثامنة عشر والرابعة والعشرين عاماً، ونسبة 23.8% كانت واقعةً في الفئة العمرية ما بين الخامسة والعشرين والرابعة والأربعين عاماً، ونسبة 23.4% كانت ما بين الخامسة والأربعين والرابعة والستين، ونسبة 15.3% كانت ضمن فئة الخامسة والستين عاماً فما فوق. وتوزع التركيب الجنسي للسكان بنسبة 49.4% ذكور و50.6% إناث.